# KG Mobility
KG Mobility  (кор. 케이지모빌리티 주식회사), сокращённо KGM — южнокорейская автомобилестроительная компания. Штаб-квартира расположена в Сеуле.

## История
Компания была основана в 1954 году (тогда она называлась Dong-hwan Motor Company) и начала свою деятельность с производства армейских внедорожников. В 1977 году название было изменено на Dong-A Motor. В это время компания занималась производством автобусов, грузовиков и спецтехники.

Логотип SsangYong

В 1986 году перешла под контроль корпорации Ssangyong Business Group, а в 1988 году сменила название на SsangYong Motor. В 1988 году начались продажи внедорожника Korando Family. В 1991 году началось технологическое сотрудничество с корпорацией Daimler-Benz (Mercedes-Benz). В 1993 году стартовало производство внедорожника Musso, тогда же 5 % акций компании было куплено корпорацией Daimler-Benz. В 1997 году контрольный пакет акций компании был куплен другим корейским автопроизводителем Daewoo Motors, однако в 2000 году финансовый кризис вынудил компанию Daewoo продать свой пакет, а в конце 2008 года она объявила себя банкротом.
До 2009 года 51,0 % акций SsangYong Motor Company принадлежали китайской автомобильной корпорации SAIC Motor. В ходе процедуры банкротства SsangYong в феврале 2009 года SAIC Motor потеряла контроль над компанией. В конце мая 2010 года стало известно о том, что претерпевающий реструктуризацию концерн выставлен на продажу. Средства массовой информации сообщали, что в числе претендентов на покупку корейского автопроизводителя были французский Renault и российский «Соллерс».
12 августа 2010 года было объявлено о том, что южнокорейский автопроизводитель SsangYong Motor выбрал в качестве наиболее подходящего кандидата на покупку компанию Mahindra & Mahindra, автомобилестроительное подразделение индийского промышленного холдинга Mahindra Group. В заявлении SsangYong говорилось, что решение выбрать индийскую компанию было обусловлено ценой покупки, дальнейшими планами по управлению SsangYong после его приобретения, а также гарантиями сохранения рабочих мест для сотрудников южнокорейской компании. В ноябре 2010 года сделка по продаже контрольного пакета SsangYong индийской компании Mahindra & Mahindra была закрыта; за 70 % акций (а также за пакет облигаций корейской компании) индийцы заплатили $463,6 млн.
5 января 2018 года компания SsangYong Motor Company официально представила обновлённый внедорожный минивэн Korando Turismo.
В декабре 2020 года корейская фирма SsangYong Motors подала в суд о банкротстве.
28 июня 2022 года суд Южной Кореи по делам о банкротстве выбрал консорциум во главе с KG Group в качестве окончательного претендента на приобретение автопроизводителя SsangYong Motor Company. Консорциум планирует инвестировать в компанию в общей сложности 900 млрд вон ($700 млн).
После смены владельца было принято решение поменять название марки, из-за плохого имиджа компании, которая будет называться KG Mobility, но в Европе автомобили будут и дальше продаваться под маркой SsangYong.
В марте 2023 года KG Mobility подала заявку на приобретение Edison Motors, находящейся под управлением конкурсного управляющего. В мае она была выбрана предпочтительным участником торгов. В июне сообщалось, что бренд SsangYong будет перезапущен в Европе под названием KGM, при этом автомобили по-прежнему будут носить логотип SsangYong в виде крыла дракона на передней части. Предполагается, что первым автомобилем KGM в Европе станет обновленная версия SsangYong Tivoli, вскоре после этого будет проведен ребрендинг остальных моделей компании.

## Собственники и руководство
Владелец компании — южнокорейский чеболь KG Group, которому также принадлежат химическая и сталелитейная компании, имеются дочерние структуры и в других отраслях.

## Текущий модельный ряд

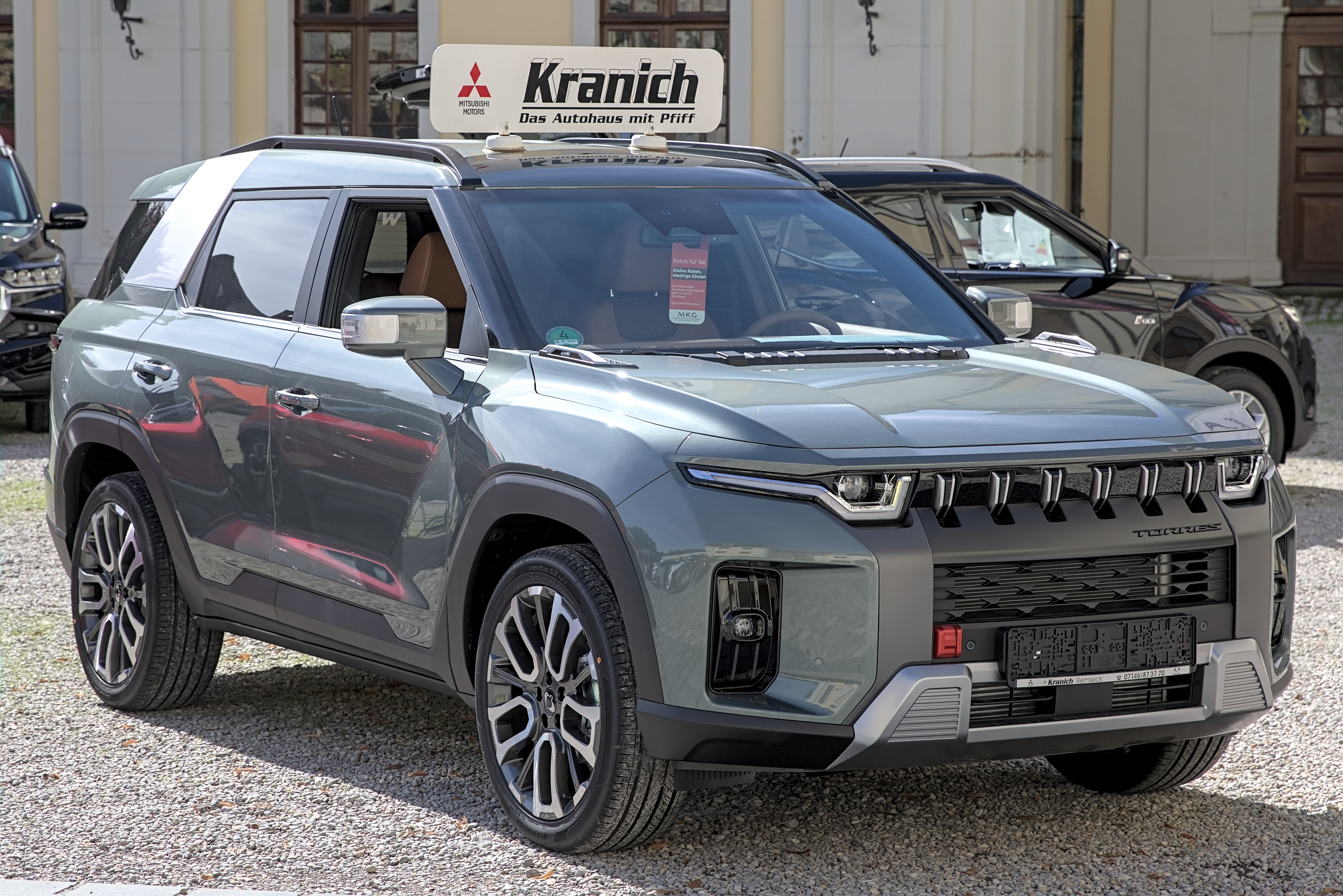
KGM Torres

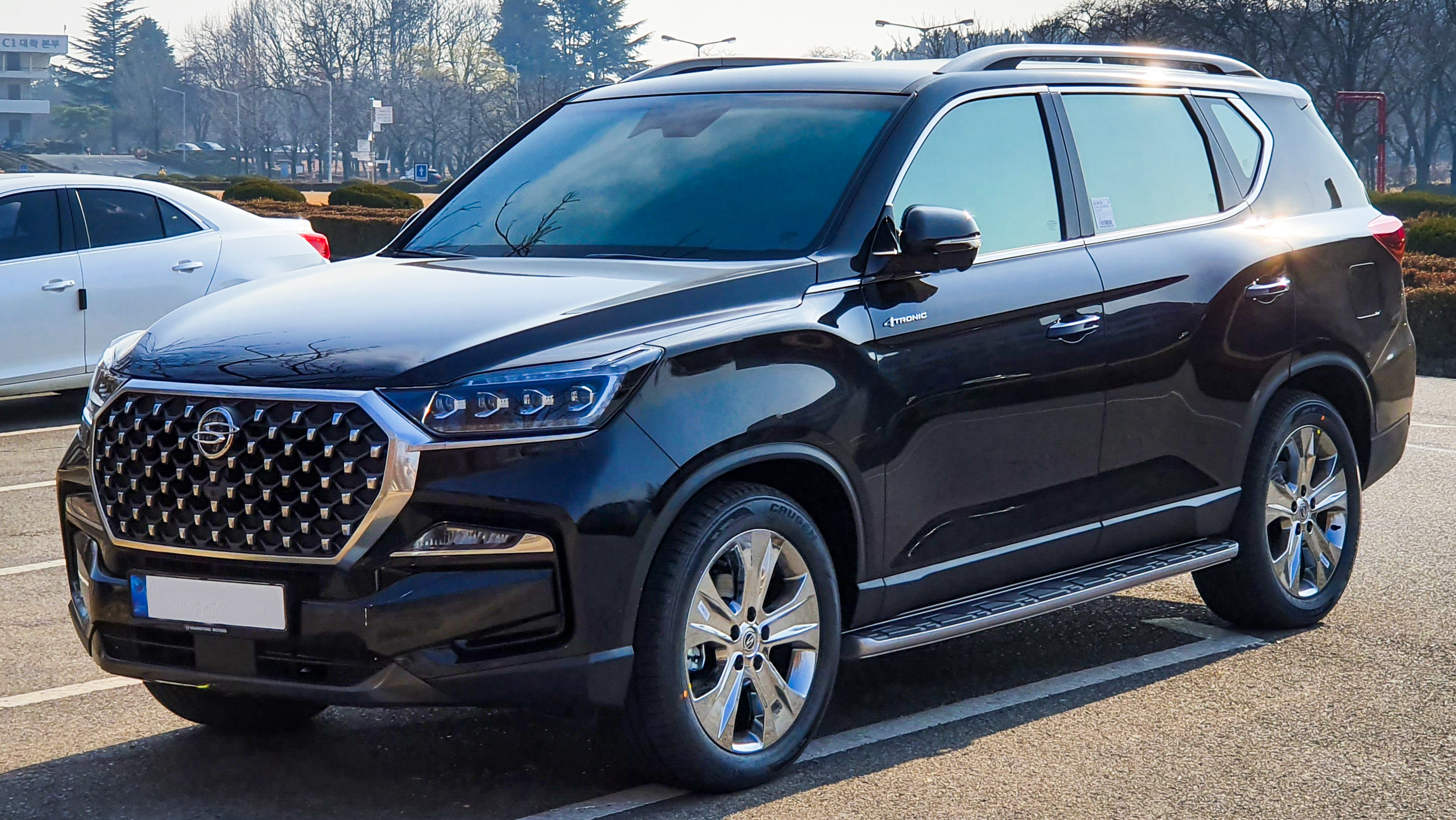
KGM Rexton

- KGM Rexton
- KGM Musso EV
- KGM Khan (Rexton Sports)
- KGM Tivoli
- KGM Torres
- KGM Korando
- KGM Musso
- KGM Actyon

## Снятые с производства

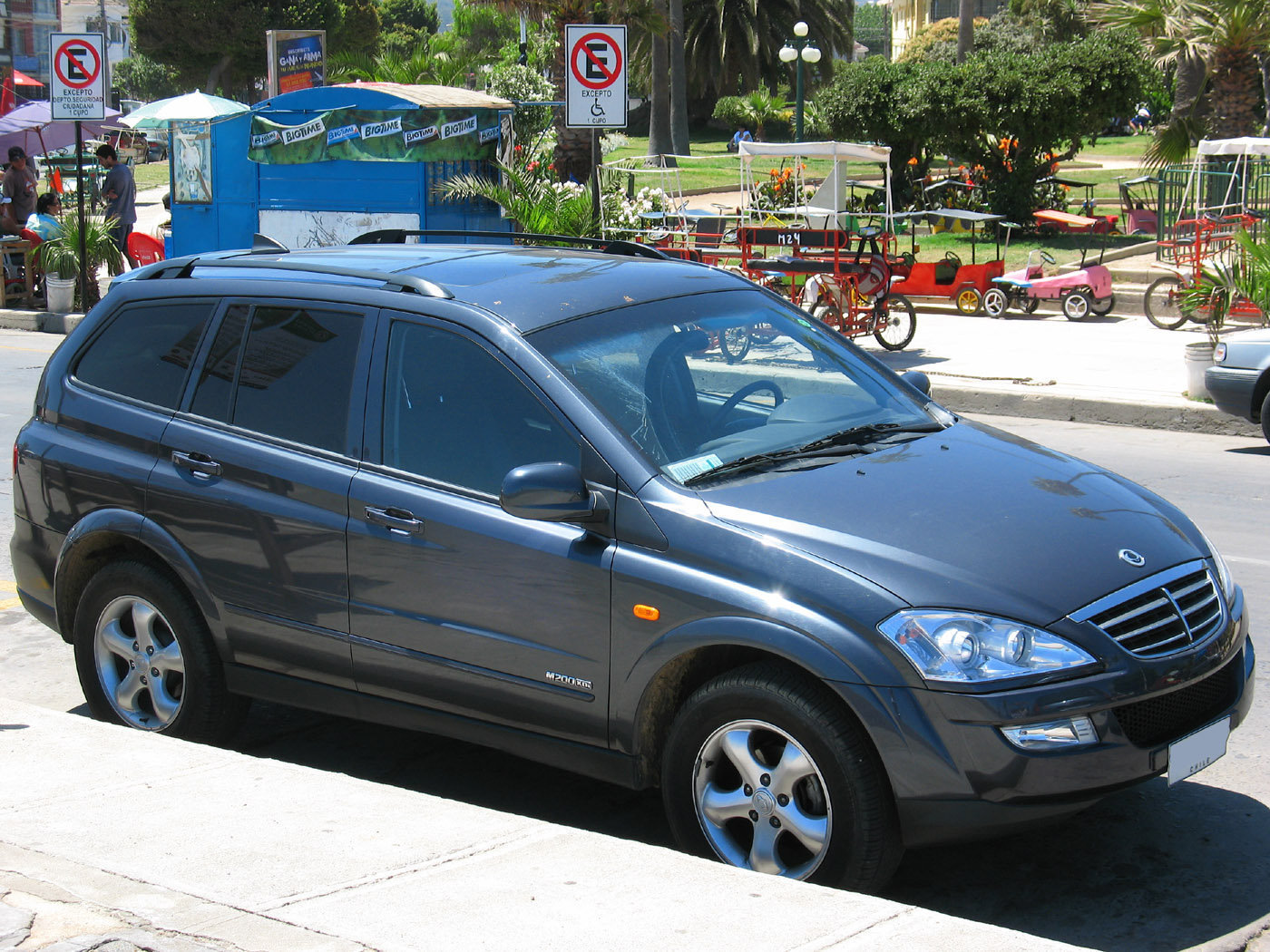
SsangYong New Kyron (Kyron)

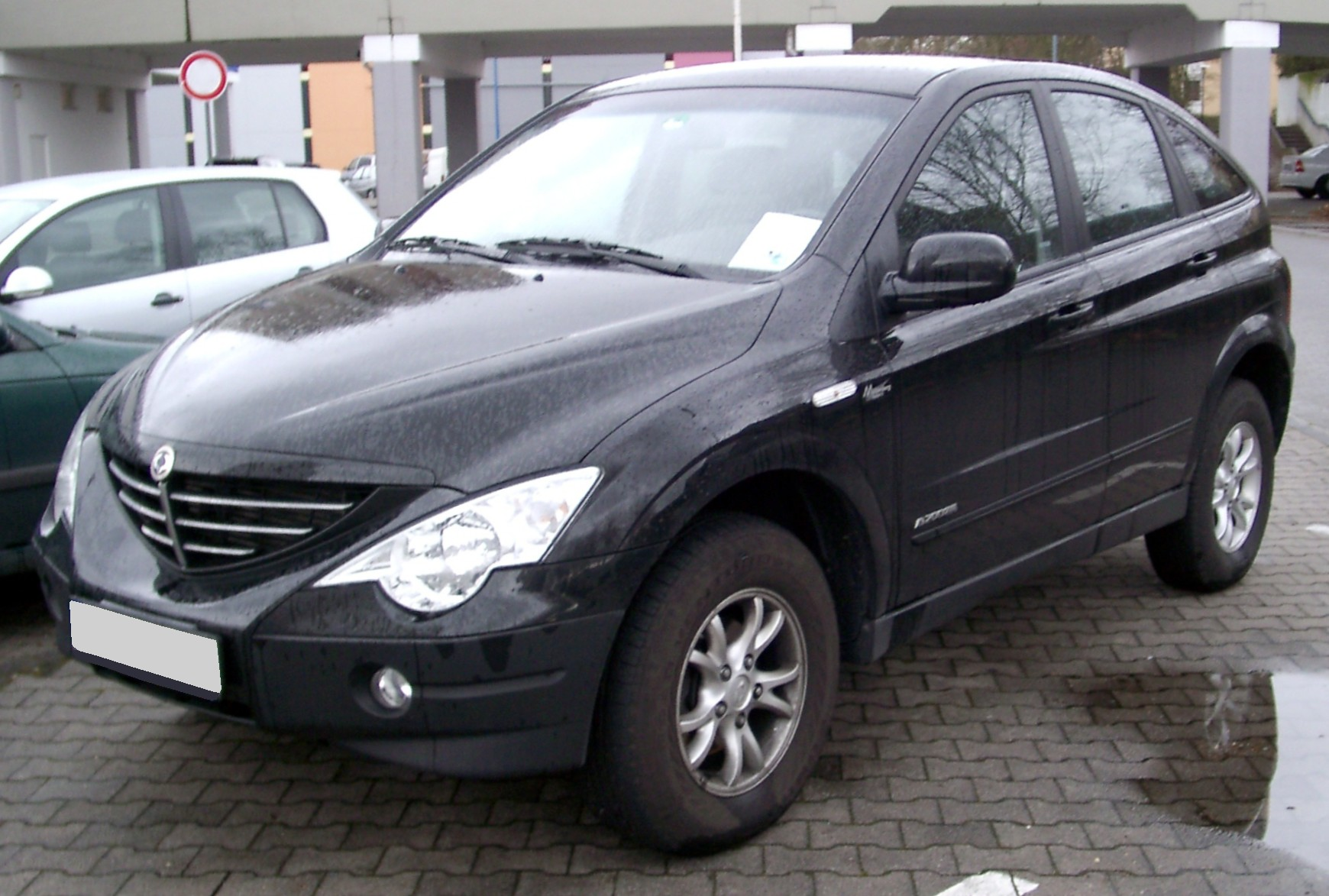
SsangYong Actyon (Nomad)

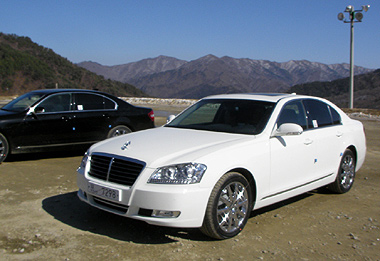
SsangYong Chairman

- SsangYong Kyron
- SsangYong Musso
- SsangYong Actyon (Nomad)
- SsangYong New Actyon
- SsangYong Chairman
- SsangYong Kallista
- SsangYong Istana
- SsangYong Rodius
- SsangYong Transtar

## Россия
В конце 1990-х — начале 2000-х годов автомобили SsangYong Musso, Korando, Rexton поставлялись на российский рынок. С 2004 года интересы SsangYong Motor в России представляет автомобильная компания «Соллерс». В конце 2005 года на принадлежащем Sollers предприятии ЗМА в Набережных Челнах началась сборка внедорожников Rexton. В ноябре 2006 года там же запущена сборка модели Kyron, а в январе 2007 года — модели Actyon. Модели Rexton и Kyron выпускались по полному производственному циклу, включая сварку и окраску кузовов.
В настоящее время на заводе «ЗМА» в Набережных Челнах производство прекращено.
В декабре 2009 года Sollers запустила свой новый завод по сборке автомобилей на Дальнем Востоке. Общие инвестиции в реализацию проекта Sollers-Дальний Восток составят 5 млрд рублей.
В 2014 году в России, по оценке Ассоциации европейского бизнеса, было продано 25 010 автомобилей SsangYong (-27 % к 2013 году), из них около 20 000 шт. были выпущены в России.
В марте 2015 года компания SsangYong приостановила экспорт в Россию готовых автомобилей, а также машинокомплектов, из которых ведётся сборка на Дальнем Востоке России, ссылаясь на нестабильность курса рубля и ситуацию на рынке. Завод во Владивостоке продолжал вести сборку из ранее поставленных машинокомплектов.
До 2025 года автомобили бренда KGM поставлялись на российский рынок по параллельному импорту. В 2024 году компания «РЭКС Моторс», проявив инициативу, стало дистрибьютером четырёх моделей бренда KGM в России. Старт продаж четырёх моделей южнокорейского автобренда KGM стартовал в первой половине 2025 года.
В планах развития бренда KGM на российском рынке на 2026 год — реализация ещё одного кроссовера: ACTYON. А также локализация сборки внедорожников Rexton, Korando, Torres и Tivoli ближе к осени 2025 года на территории России.

## Казахстан
На территории Казахстана компания SsangYong развернула сборку автомобилей в сотрудничестве с местной корпорацией АО «Агромашхолдинг».
С 2013 года по 2017 год производилась модель SsangYong Nomad, которая является вариацией модели SsangYong Actyon.

## Украина
В 2005 году предприятие «Кременчугский автосборочный завод» приступило к сборке автомобилей «Ssang Yong». На КрАЗе используется крупноузловая сборка. На заводе собирались автомобили следующих моделей: SsangYong Rexton, SsangYong Kyron, SsangYong Korando, с 2014 планировалась также сборка пикапа Ssang Yong Actyon Sports, однако не была осуществлена в связи с банкротством завода в 2015 году.

## Армения
В 2023 году предприятие «Sepuh-1» приступило к сборке автомобилей «KG Mobility». На предприятии Sepuh используется крупноузловая сборка. На данный момент собираются модели KG Mobility Rexton и KG Mobility Tivoli.